# Trois-Ponts
Trois-Ponts (wa. Treûs-Ponts, hist. Dreibrücken) – miejscowość i gmina (commune) w Belgii, w Regionie Walońskim, w prowincji Liège, w okręgu Verviers. 1 stycznia 2024 roku liczyła 2547 mieszkańców.

## Podział administracyjny
W skład gminy wchodzą trzy dzielnice (section):
- Basse-Bodeux
- Fosse
- Wanne